# Peujard
Peujard ist eine französische Gemeinde mit 2.191 Einwohnern (Stand: 1. Januar 2022) im Département Gironde in der Region Nouvelle-Aquitaine. Sie gehört zum Arrondissement Blaye und zum Kanton Le Nord-Gironde. Die Einwohner werden Peujardais genannt.

## Geografie
Peujard liegt etwa 25 Kilometer nordnordöstlich von Bordeaux. Umgeben wird Peujard von den Nachbargemeinden Cubnezais im Norden, Gauriaguet im Osten, Val de Virvée im Südosten, Virsac im Süden, Saint-Laurent-d’Arce im Südwesten und Westen sowie Cézac im Nordwesten.
Die Gemeinde Peujard liegt zwischen der Autoroute A10 am Westrand und der Route nationale 10 am Ostrand der Gemeinde.

## Bevölkerungsentwicklung
| Jahr                       | 1962 | 1968 | 1975 | 1982 | 1990 | 1999 | 2009 | 2020 |
| Einwohner                  | 585  | 596  | 598  | 879  | 1039 | 1399 | 1616 | 2161 |
| Quellen: Cassini und INSEE |      |      |      |      |      |      |      |      |

## Sehenswürdigkeiten
- romanische Kirche Notre-Dame, im 11. Jahrhundert errichtet, seit 1908 Monument historique
- Schloss Peujard

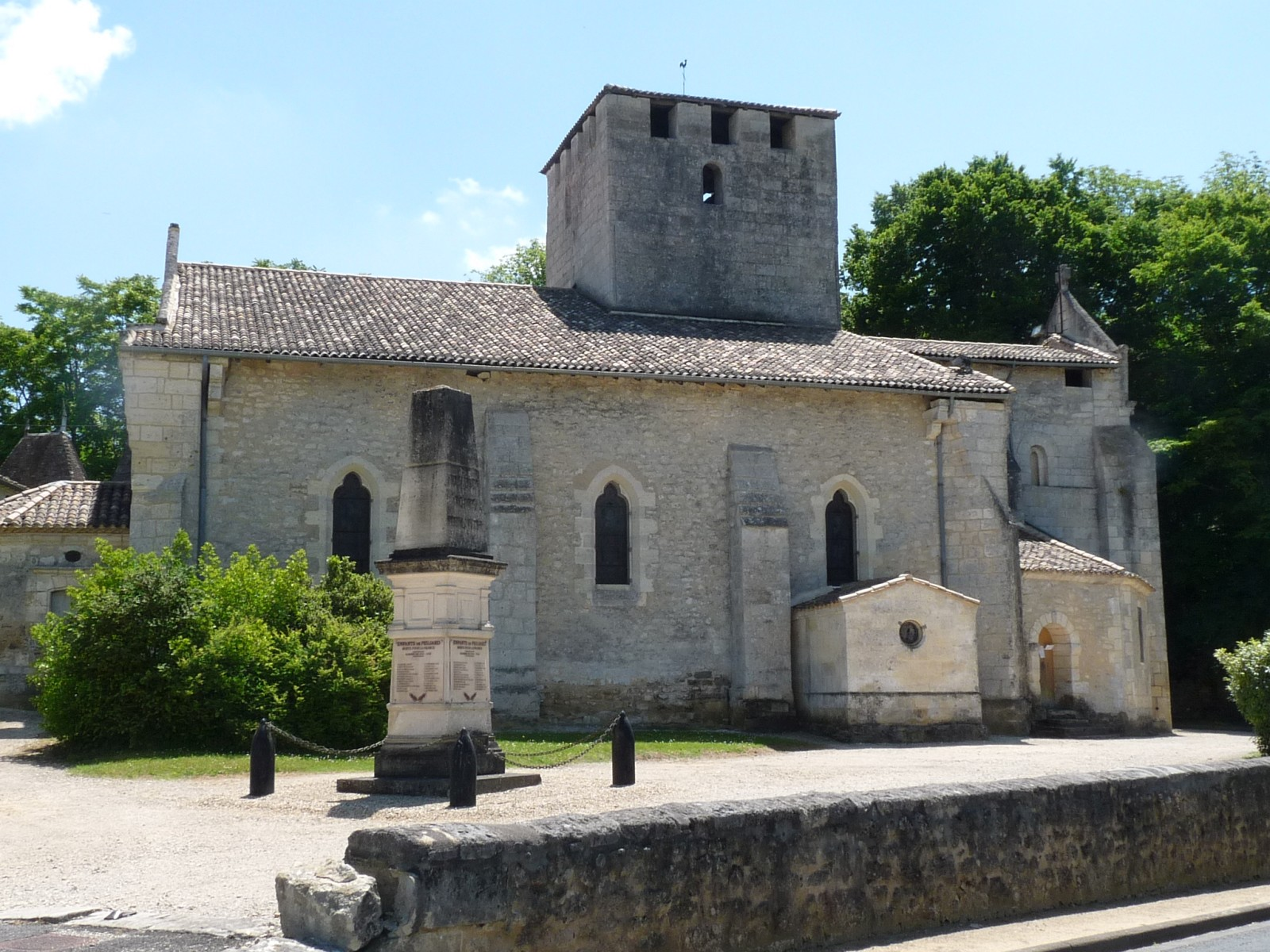
Kirche Notre-Dame
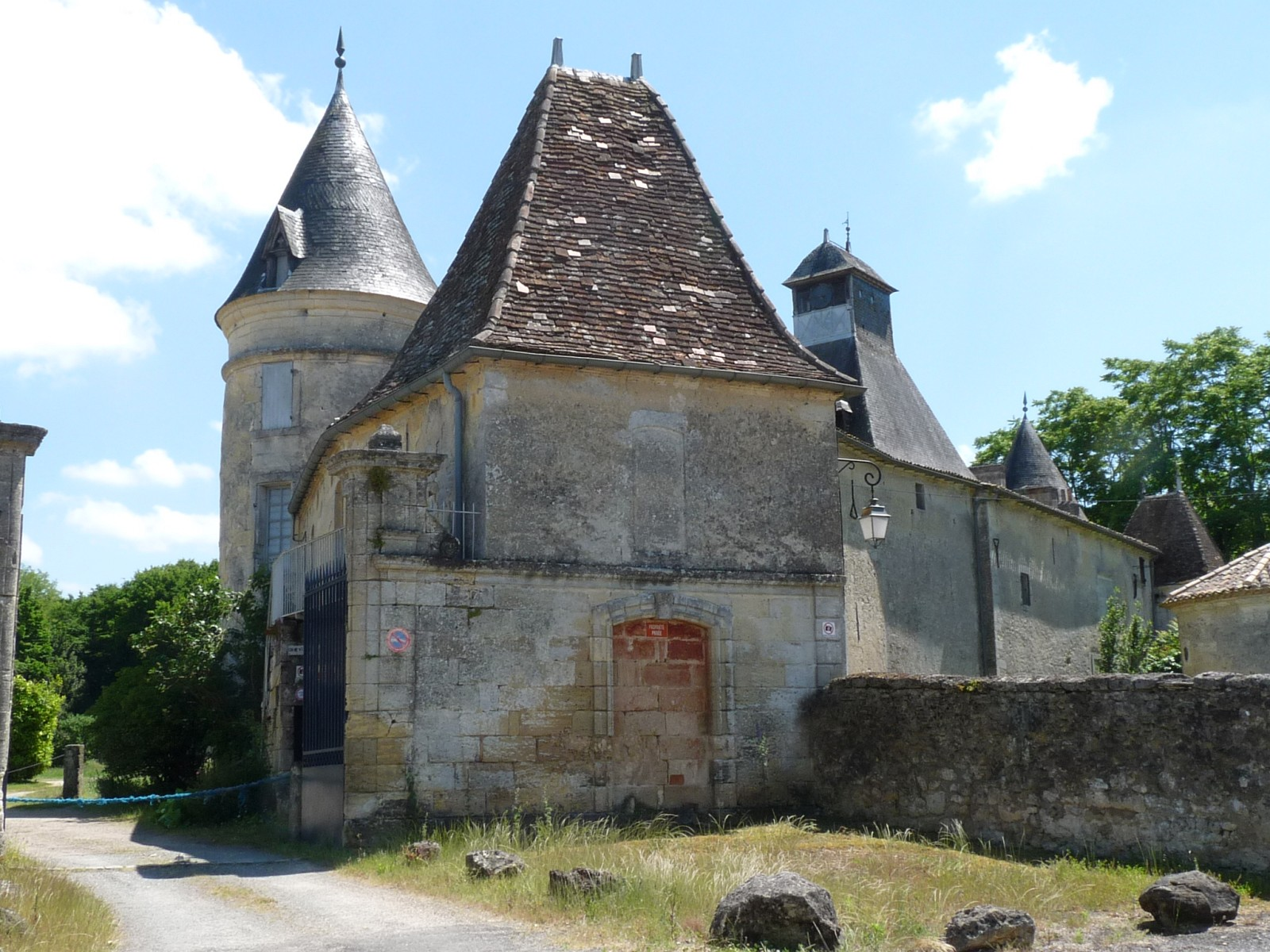
Schloss Peujard